# Первобытный коммунизм
Первобы́тный коммуни́зм (англ. Primitive communism, нем. Urkommunismus) — в марксизме: способ производства, господствующий на протяжении самой первой и самой продолжительной в истории общественно-экономической формации — первобытнообщинного строя. Академик А. И. Тюменев указывал, что распространённой грубой ошибкой является отождествление всей первобытной эпохи с первобытным коммунизмом.

## Терминология
Термин «первобытный коммунизм» или эквивалентная ему полукалька от англ. primitive communism и фр. communisme primitif — «примитивный коммунизм», были в научном обороте в России в конце XIX века. 
Прецедент передачи многозначного ‘primitive’ словом «первобытный» (по Далю: «давний или ветхий, исконный, доконный, начальный или предвечный») был задан в России первым переводом монографии Э.-Б. Тайлора англ. «Primitive culture», 1871, вышедшей в 1873 году в Петербурге под названием «Первобытная культура».
Как отмечает Гарет Стедман Джонс в Nature, Маркс разработал концепцию первобытного коммунизма — идею о том, что традиционные культуры, существовавшие до появления частной собственности и государства, поддерживали общую собственность и социальное равенство.

## Сущность категории
На этой стадии развития общества все члены «первичных хозяйствующих ячеек» первобытной популяции охотников-собирателей находились в одинаковом отношении к средствам производства, и способ получения доли общественного продукта был единым для всех.
Первобытный коммунизм характерен для всех народов, находящихся на ранних ступенях развития. Соответствующий ему первобытнообщинный строй по археологической периодизации совпадает в основном с каменным веком. Одинаковое отношение всех членов хозяйствующего сообщества к средствам производства служит предпосылкой единого для них способа получения доли общественного продукта. Отсутствуют частная собственность, классы и государство. В таких обществах добытая пища распределяется между членами общества в соответствии с необходимостью выживания общества, то есть по потребностям членов в индивидуальном выживании. Добытые блага и вновь изготовленные средства производства находились в общественной собственности, предполагающей совместное использование в режиме открытого безвозмездного доступа. Это было возможно благодаря личному знакомству членов такого общества между собой, в связи с маленьким размером группы. Вопрос о принадлежности предметов личного обихода, производимых человеком для самого себя, остаётся дискуссионным. Исследователи полагают, что на ранних этапах не существовало индивидуального брака; генезис семейных отношений, матриархата и патриархата составляет отдельную группу дискуссионных вопросов. Развитие орудий труда привело к разделению труда, что стало причиной появления индивидуальной собственности, и постепенному складыванию имущественного неравенства между людьми.
"Иными словами, это достаточно праздная жизнь, основанная на эксплуатации ресурсов, освоение которых требует сравнительно небольших времени и труда", - отмечал Леонид Фишман.

## Историография
Как отмечает Метель О. В.: "На рубеже 1920–1930-х гг. потребность в создании единственно верной, основанной на трудах К. Маркса – Ф. Энгельса – В. И. Ленина схемы развития исторического процесса заставила советских марксистов обратиться к обсуждению принятых ранее идей и концепций. В отношении истории первобытности учёным предстояло ответить на немаловажный вопрос, связанный с выяснением сущности первобытного коммунизма и возможности выделения его в самостоятельную формацию".
В связи с чем рассматривается соответствующая  «комакадемическая» дискуссия 1931 г., во время которой, однако, как отмечает Метель, "практически не рассматривали само содержание интересующего нас термина". Она же отмечает, что впоследствии он всё же был подвергнут обсуждению советскими марксистами, признавшими его ненаучным и отказавшимися от его использования до 1960-1980-х гг.

## Контраверсии
Критиковал теорию первобытного коммунизма проф. МГУ П. Ф. Преображенский.
Как заявляет Р. Пайпс в своей монографии «Собственность и свобода»: «Первобытный коммунизм на проверку оказывается таким же мифом, как представление, будто собственнические наклонности прививаются обществом». Согласно Д. Ю. Миропольскому, Ю. И. Семенов развивал марксистскую концепцию первобытного коммунизма, где, по его мнению, господствует общественная собственность на средства производства. Также придерживался линии первобытного коммунизма, только не в сфере потребления, а в сфере производства продукта А.М. Румянцев. (В противоположность мнению о том, что «на стадии присваивающего хозяйства у всех народов добытая пища распределялась между всеми членами общины совершенно независимо от того, участвовали они в её добывании или нет», что, по А. А. Иголкину, и именуют иногда первобытным коммунизмом.) По мнению Юджина Райла, «первобытный коммунизм, встречающийся чаще всего у кочевых охотников-собирателей, но также и у некоторых садоводов, характеризуется тем, что все члены общества непосредственно участвуют в производстве своей собственной трудовой силой, так что никто не живет без труда».